# El nido ajeno
El nido ajeno es una obra de teatro en tres actos del dramaturgo español Jacinto Benavente, estrenada el 6 de octubre de 1894 en el Teatro de la Comedia de Madrid.

## Argumento
Dos hermanos, José Luis y Manuel, se distancian porque el primero sospecha que el segundo ha entablado una relación amorosa con su esposa María. José Luis consigue demostrar la falsedad del temor y hace ver que la reacción de Manuel es análoga a la que en su día tuvo su padre en relación con el que había sido su mejor amigo. Finalmente ambos hermanos se reconcilian.

## Estreno
Se trata de la primera obra estrenada ante público por el futuro Premio Nobel. El tono de la comedia, muy alejado de la pomposidad del teatro de la época representada por José de Echegaray, no fue bien entendido por el público.
Fue dirigida por Emilio Mario e interpretada por Emilio Thuillier (Manuel), Carmen Cobeña (María), Miguel Cepillo (José Luis), Sofía Alverá, Soledad López y Francisco Urquijo.
La obra se repuso en varias ocasiones a lo largo de la primera mitad del siglo XX. Así, en 1913 con Rosario Pino; en 1915 en el Teatro de la Princesa de Madrid, con Francisco Morano; en 1923 con María Fernanda Ladrón de Guevara y Rafael Rivelles; en 1933 con Antonio Vico y Carmen Carbonell; en 1939, en el Teatro Infanta Isabel, por Isabel Garcés, Rafael Rivelles y Rafael Bardem; y en 1941, con Enrique Guitart y Ana María Noé.
El 18 de mayo de 1966 se emitió por TVE una adaptación para la pequeña pantalla, en el espacio Estudio 1 con realización de Manuel Ripoll e interpretación de Irene Gutiérrez Caba, Giove Campuzano, Agustín González y Francisco Morán.